# Generator Marx

Schemă

Un generator Marx este un circuit electric inventat de Erwin Marx în 1924 al cărui scop este să genereze un puls de înaltă tensiune. Este folosit de exemplu la Sandia National Laboratories (Laboratoarele Naționale Sandia din SUA), pentru a genera raze X cu așa-numita „mașină Z”. Poate fi folosit drept inițiator pentru aparate termonucleare, precum și pentru a simula fulgerul.     
Un număr de condensatori sunt încărcați în paralel cu o tensiune (U), apoi conectați în serie cu ajutorul unor întrerupătoare deschise (în care se formează o scânteie) și descărcați, producând o tensiune egală cu U înmulțit cu numărul de condensatoare.
Inițial tensiunile din condensatori nu sunt egale, primul (din stânga) având cea mai mare tensiune inițială și cea mai mare rată de reîncărcare. Declanșarea se face doar pentru primul întrerupător, și poate avea loc automat când primul condensator ajunge la o anume tensiune. Restul sunt făcute pentru a fi declanșate de o suprasarcină, unul după altul.
Rezistoarele, Rc, trebuie să fie potrivite atât pentru încarcare cât și pentru descărcare, fiindca ele furnizează curent pentru a menține scânteile. Pentru o eficiență sporită rezistoarele pot fi inlocuite cu inductori.